# Elytrimitatrix batesi
Elytrimitatrix batesi es una especie de escarabajo longicornio del género Elytrimitatrix, familia Cerambycidae, orden Coleoptera. Fue descrita científicamente por Villiers en 1959.

## Descripción
Mide 14 milímetros de longitud.

## Distribución
Se distribuye por Panamá.